# Hauterives
Hauterives ist eine französische Gemeinde mit 1.895 Einwohnern (Stand 1. Januar 2022) im Norden des Départements Drôme in der Region Auvergne-Rhône-Alpes.
Die Gemeinde liegt im Tal der Galaure, einem linken Nebenfluss der Rhône, in den hier der Galaveyson einmündet. Valence ist etwa 50 km entfernt, Lyon 80 km und Grenoble 70 km.
Hauterives wurde bekannt durch die zwischen 1879 und 1922 von Ferdinand Cheval, einem französischen Postboten, erbauten Denkmäler des Palais Idéal und seines eigenen Grabes, die jährlich von über 150.000 Besuchern besichtigt werden.

## Bevölkerungsentwicklung
| Jahr                       | 1962 | 1968 | 1975 | 1982 | 1990 | 1999 | 2007 | 2016 |
| Einwohner                  | 1176 | 1123 | 1081 | 1096 | 1202 | 1333 | 1558 | 1900 |
| Quellen: Cassini und INSEE |      |      |      |      |      |      |      |      |

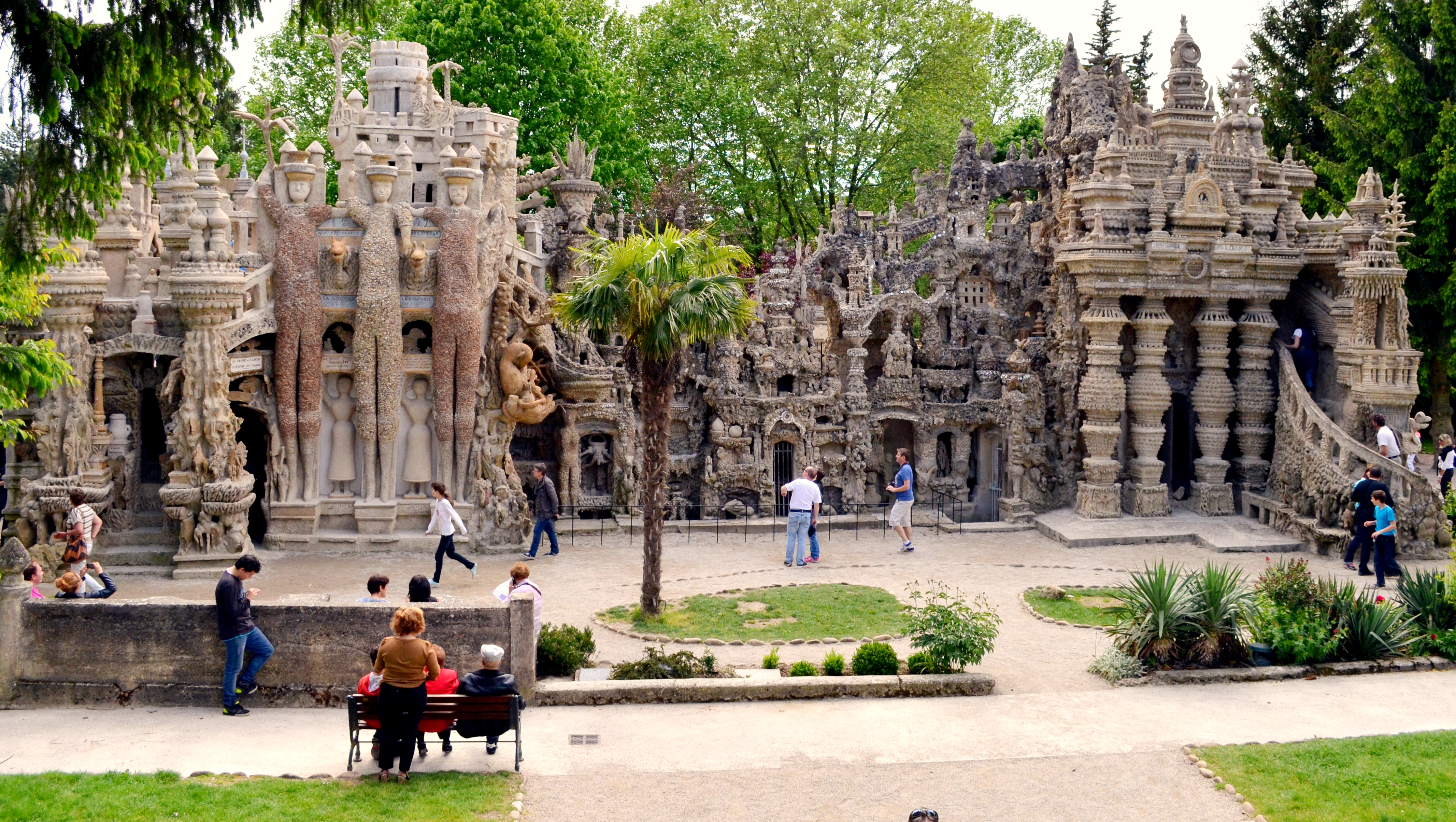
Palais Idéal in Hauterives
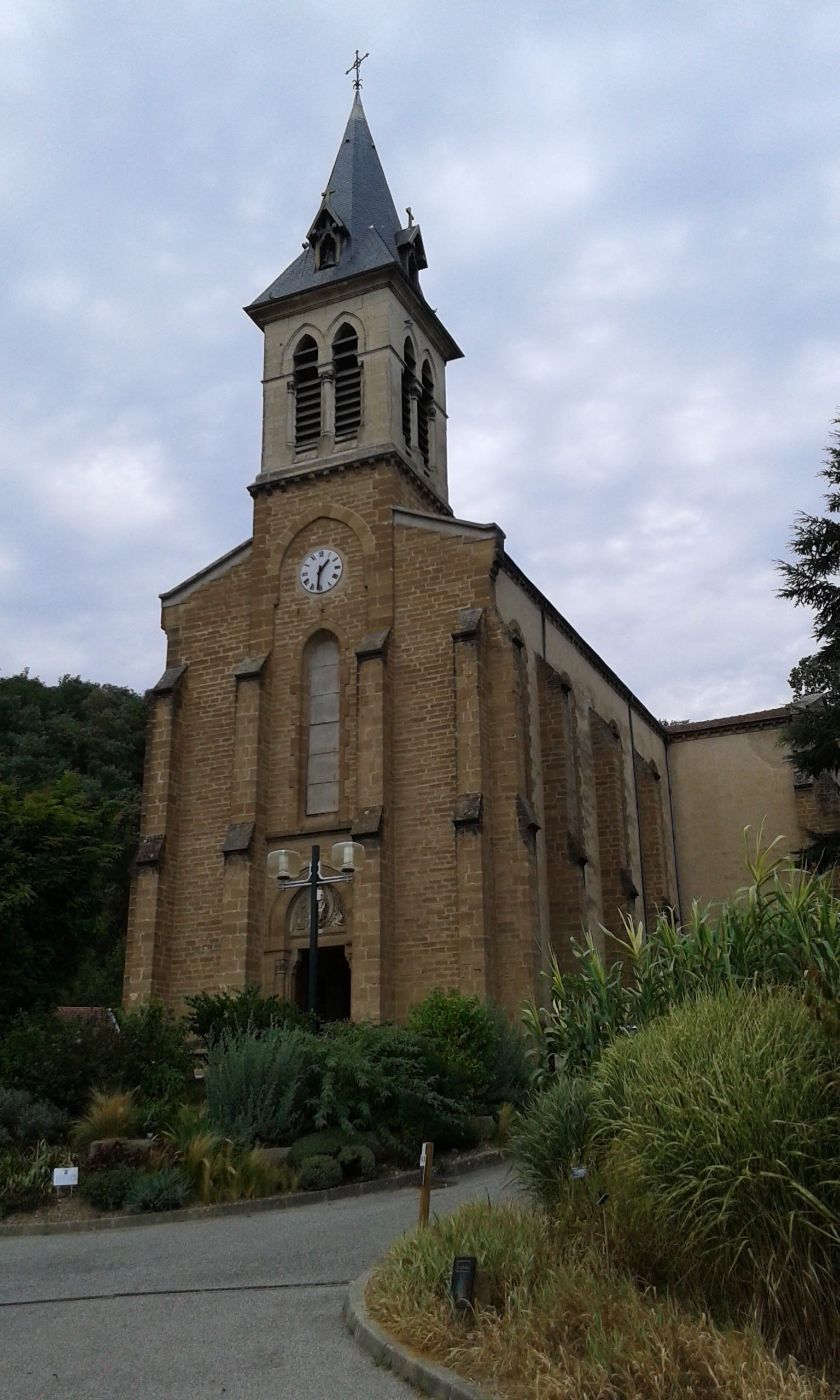
Kirche Saint-Martin
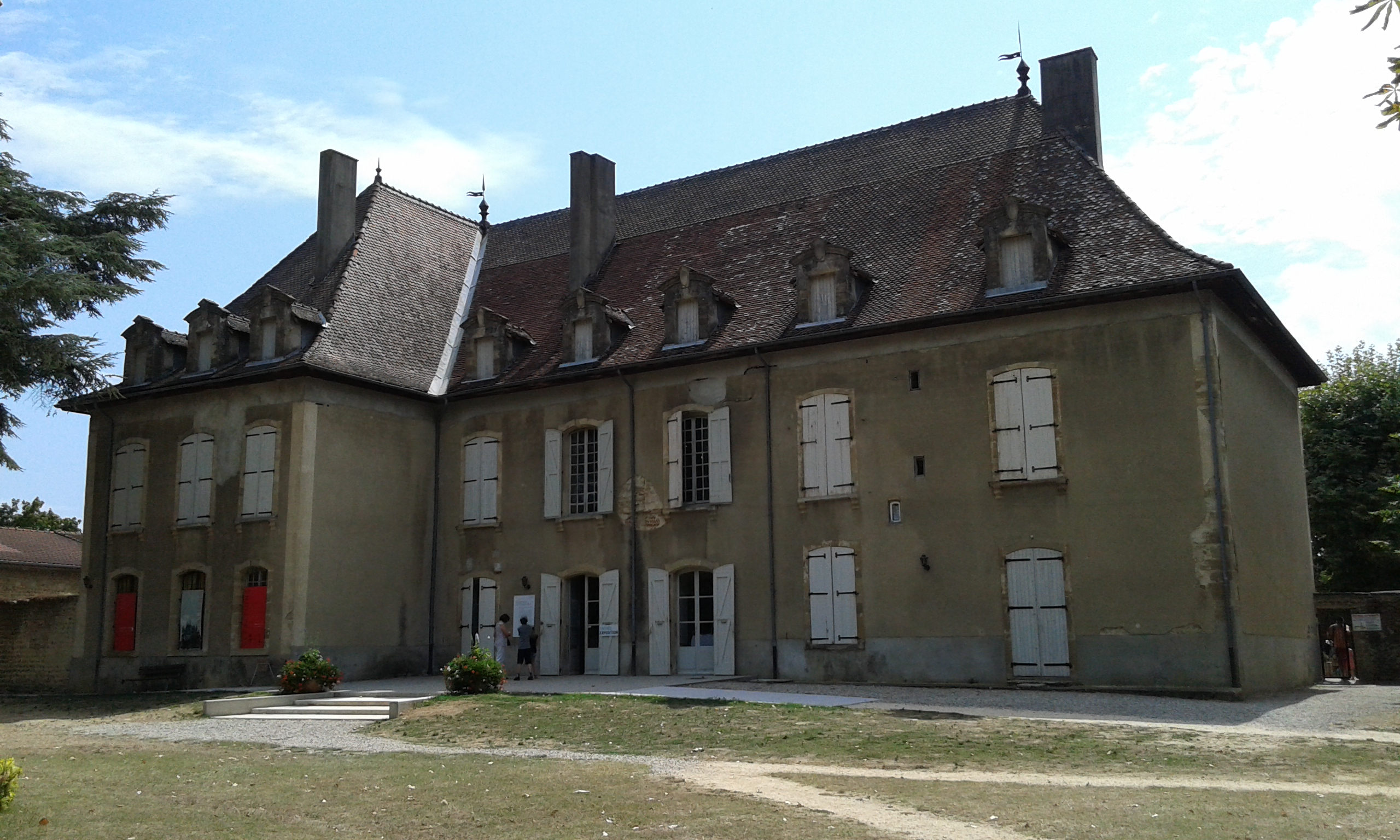
Schloss Hauterives
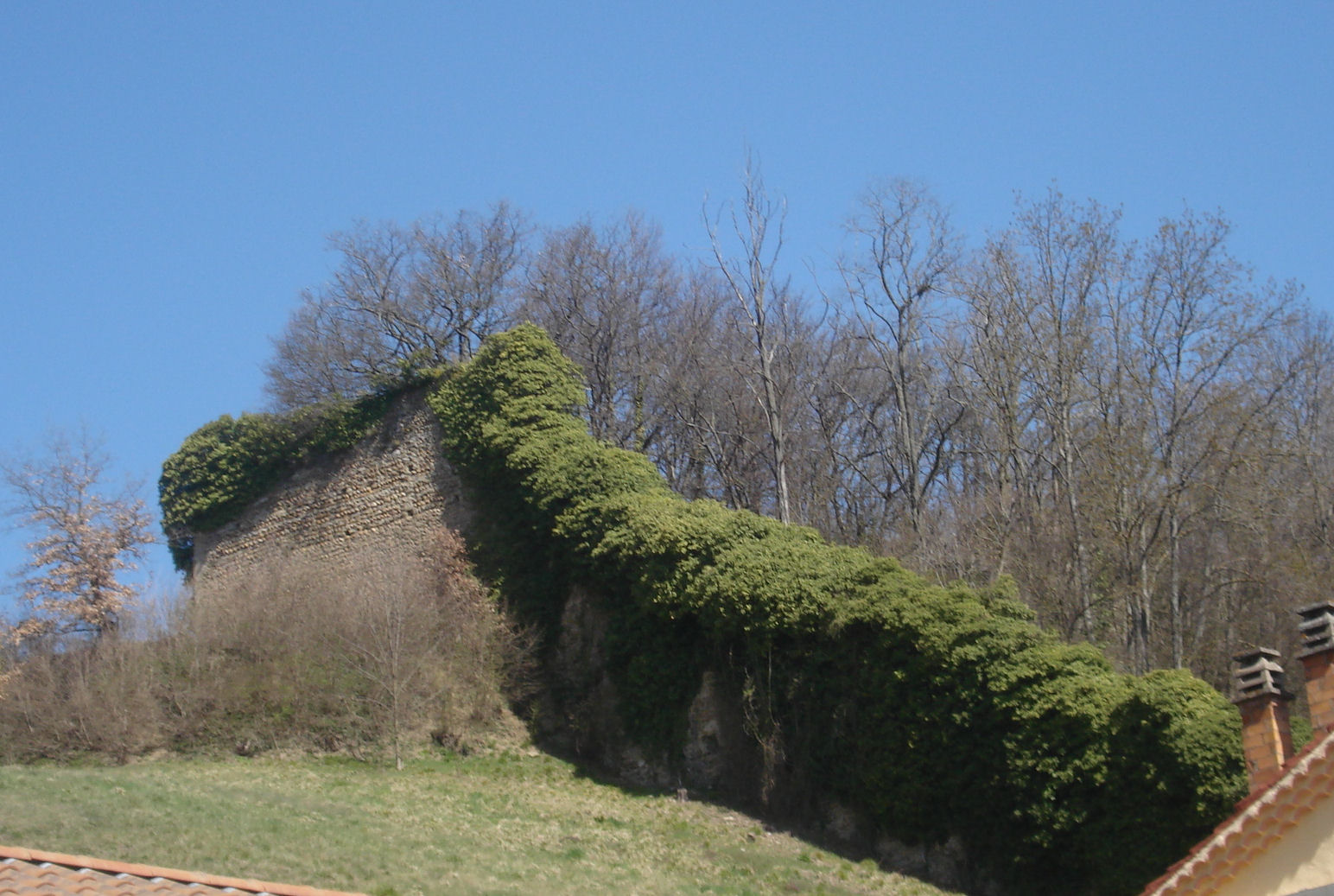
Ruinen des alten Schlosses